# 15672 Сатоноріо
15672 Сатоноріо (15672 Sato-Norio) — астероїд головного поясу, відкритий 12 березня 1977 року.
Тіссеранів параметр щодо Юпітера — 3,497.
Названо на честь Сато Норіо (яп. さとう・のりお(佐藤範雄) сато: норіо).